# Shō Shimabukuro
Shō Shimabukuro (japanisch 島袋 将 Shimabukuro Shō; * 30. Juli 1997 in Gifu) ist ein japanischer Tennisspieler.

## Karriere
Shimabukuro spielte bis 2015 nur wenige Turniere auf der ITF Junior Tour. In der Jugend-Rangliste erreichte er mit Rang 976 seine höchste Notierung.
Bei den Profis spielte Shimabukuro sein erstes Turnier 2015. 2016 gewann er die ersten Punkte im Einzel und 2017 im Doppel für die Weltrangliste. 2017 stand er auch jeweils das erste Mal in den Top 1000. 2018 spielte er für Japan bei den Asienspielen im Doppel, wo er die Bronzemedaille gewann. 2019 war er zudem bei der Sommer-Universiade aktiv. Auch hier stand die Bronzemedaille im Doppel zu Buche. Auch auf der regulären Tour feierte er erste Erfolge. Auf der drittklassigen ITF Future Tour gewann er seinen ersten Titel und stand in zwei weiteren Finals. Darüber hinaus stand er auf der ATP Challenger Tour, die höher dotiert ist, in Yokkaichi erstmals im Halbfinale, nachdem er zuvor noch nie das Hauptfeld erreicht hatte. Das Jahr schloss er auf Rang 446 ab. 2020 und 2021 zog er im Einzel in keine Endspiele ein, lediglich im Doppel gewann er seinen dritten Future-Titel. Dazu kam das Debüt für die japanische Davis-Cup-Mannschaft, für die er im Doppel gewinnen konnte.
2022 war für Shimabukuro nicht nur das erfolgreichste auf der Future Tour – er gewann zwei Titel – sondern er schaffte es in Bangkok Yokohama auch ins Halbfinale von Challengers. Sein Debüt auf der ATP Tour gab er in Tokio, wo er sich durch die Qualifikation kämpfte und ins Hauptfeld einzog. Dort verlor er zum Auftakt Kamil Majchrzak in zwei Sätzen. Im Doppel machte er durch zwei Challenger-Halbfinals ebenfalls Plätze gut. Das Jahr beendete er im Einzel auf Platz 270 und im Doppel auf Rang 520, beides Bestwerte.

## Erfolge
| Legende (Anzahl der Siege)  |
| Grand Slam                  |
| ATP World Tour Finals       |
| ATP World Tour Masters 1000 |
| ATP World Tour 500          |
| ATP World Tour 250          |
| ATP Challenger Tour (3)     |

### Einzel

#### Turniersiege
| Nr. | Datum             | Turnier    | Belag     | Finalgegner          | Ergebnis |
| --- | ----------------- | ---------- | --------- | -------------------- | -------- |
| 1.  | 22. Januar 2023   | Nonthaburi | Hartplatz | Arthur Cazaux        | 6:2, 7:5 |
| 2.  | 20. Mai 2023      | Tunis      | Sand      | Geoffrey Blancaneaux | 6:4, 6:4 |
| 3.  | 8. September 2024 | Shanghai   | Hartplatz | Hsu Yu-hsiou         | 6:4, 6:4 |